# Station Eisenach
Station Eisenach is een spoorwegstation in de Duitse plaats Eisenach.  Het station werd in 1846 geopend. Het station is gelegen aan de Thüringer Bahn en Werrabahn.